# Polichalur
Polichalur è una suddivisione dell'India, classificata come census town, di 15.329 abitanti, situata nel distretto di Kanchipuram, nello stato federato del Tamil Nadu. In base al numero di abitanti la città rientra nella classe IV (da 10.000 a 19.999 persone).

## Geografia fisica
La città è situata a 12° 59' 29 N e 80° 08' 31 E.

## Società

### Evoluzione demografica
Al censimento del 2001 la popolazione di Polichalur assommava a 15.329 persone, delle quali 7.796 maschi e 7.533 femmine. I bambini di età inferiore o uguale ai sei anni assommavano a 1.635, dei quali 801 maschi e 834 femmine. Infine, coloro che erano in grado di saper almeno leggere e scrivere erano 11.999, dei quali 6.523 maschi e 5.476 femmine.